# Туризм в Джамму и Кашмире
Джамму и Кашмир — союзная территория в Индии с 2019 года, до 2019 года была штатом Джамму и Кашмир. Теперь эта административно-территориальная единица не содержит Ладакх, который выделен в отдельную союзную территорию. Некоторые люди называют Кашмир «раем на земле». В Штате множество туристических мест: Кашмир, Сринагар, Могольские Сады, Гульмарг, Пахалгам, Джамму. Для посещения некоторых районов неиндийцам требуется специальное разрешение. В августе 2019 года правительство Индии предложило конституционные изменения, чтобы ограничить автономию региона. 

## История
В XVII веке могольский падишах Джахангир посетил Кашмирскую Долину. Он жил в лодке на озере Дал и сказал, что если на Земле и есть рай, то он в Кашмире. 
Туризм составлял важную часть экономики Кашмира до 1989 года, когда обострились противоречия между кашмирскими сепаратистами и правительством Индии, более известные как Восстание в Джамму и Кашмире. До 1990-х Кашмир был любимым местом отдыха звёзд Болливуда. В Кашмире было 19 кинозалов, которые были закрыты из-за растущей террористической угрозы. Больше всего пострадала туристическая экономика в долине Кашмира. Однако святыни Джамму продолжали оставаться популярными местами паломничества и туризма. Ежегодно тысячи индуистских паломников посещают святыни  Вайшно-деви и Амарнатха, что оказывает значительное влияние на экономику государства.
К 2010-м годам туризм в долине Кашмира стал восстанавливаться и достигать значений доконфликтного 1989 года. В 2009 году штат стал одним из лучших туристических направлений Индии. 

## ВКашмирской долине
Кашмирская долина — живописное место между Гималаями и хребтом  Пир-Панджал. Здесь распространён экотуризм. Самыми  посещаемыми местами являются сады империи Великих Моголов, озёра, девственные леса, альпийские луга предгорий Гималаев. В долине множество древних храмов и святынь, что делает её важным местом для индуистов и буддистов.
- Сринагар — летняя столица штата Джамму и Кашмир
  - Озеро Дал — знаменитое озеро с плавучими домами-шикарами.
  - Озеро Манасбал
  - Могольские сады
  - Сады «Нишант»
- Гульмарг — один из самых популярных горнолыжных курортов в Индии, также является домом для самого высокогорного поля для гольфа
- Пахалгам — живописная долина
- Сонмарг — горный курорт
- Амарнатх — храм Шивы
- Эко-туристические места: долина Гуриз, Дудхапатри, долина Бангус

- Альпийские луга у Сонмарга
- Долина Бетааб и река Лиддер
- Долина реки Синд, Сонмарг
- Река Лиддер в Пахальгаме

## В Джамму
- Вайшно-деви — храм Шакти
- Пунч
- Патнитоп — горный кемпинг
- Санасар
- Экотуризм : Манталай и Шивкхори
- форт Пундж
- Бхадервах
- Шахдра Шариф святилище
- Форт Бхимгарх
- Рамнагар-форт (В Удхампуре)